# 黑斑盤雀鯛
黑斑盤雀鯛（学名：Dischistodus melanotus），又名厚殼仔，为輻鰭魚綱鱸形目雀鯛科盤雀鯛屬下的一个种，分布於西太平洋區，包括臺灣、日本南部、菲律賓、印尼、新幾內亞、帛琉、索羅門群島、澳洲大堡礁等海域，深度1至12公尺，本魚體呈卵圓形且側扁，體色白色，頭部至背鰭基部中央為褐色，鰓蓋有一黑點，成魚腹部一大的黑色小區塊，體被圓鱗，尾鰭叉形，背鰭硬棘13枚、背鰭軟條13-15枚、臀鰭硬棘2枚、臀鰭軟條13-14枚，體長可達16公分，棲息在沙石底質的潟湖，以藻類為食，生活習性不明。